# Convergentie (ICT)
Convergentie in de informatie- en communicatietechnologie is het naar elkaar toe groeien van verschillende technologieën en marktpartijen. Vroeger was er duidelijk een verschil tussen het telefonienet, het televisienet, de radio en andere vormen van gegevens-overdracht. Door toedoen van het Internet Protocol en het leggen van (trans-Atlantische) glasvezelkabels konden deze verschillende communicatiediensten in toenemende mate gebruikmaken van dezelfde netwerken. Een goed voorbeeld hiervan is het zogenaamde Voice over IP (VOIP), oftewel telefonie via internet. Ook televisie over internet valt hieronder.
Oorspronkelijke telecommunicatiebedrijven verbreiden hun activiteiten naar andere media: bijvoorbeeld de overname van Endemol door Telefonica.
Op gebied van netwerken wordt met convergentie het in evenwicht brengen van een netwerk bedoeld. Routers kennen hun direct-verbonden (deel-)netwerken. De route naar deze (deel-)netwerken worden naar de andere routers in het netwerk gezonden. Dit gebeurt net zo lang totdat alle routers in het netwerk ieder deelnetwerk in hun route-tabellen hebben staan, het netwerk is convergent.